# Västerby, Läby socken
Västerby är en by i Läby socken, Uppsala kommun. 
Byn var ursprungligen en del av Läby by, omtalad första gången 1302 ('in Ladhuby'), men var redan på 1300-talet avskild som en egen bydel (1321 'Wæstre Ladhuby'). Fram till 1566 redovisas byarna oftast tillsammans i jordeböckerna, för att därefter skiljas åt. Numera används endast namnet Västerby, inte Västra Läby. 1557-66 fanns i Västerby 1 mantal skatte, 3 mantal Sankt Erikshemman, 2 mantal prebende jord och 1 mantal kronojord, ädrtill en skatteutjord.

## Källa
- Det medeltida Sverige 1:2 Tiundaland.